# Park Rapids
Park Rapids – miasto w Stanach Zjednoczonych, w stanie Minnesota, siedziba administracyjna hrabstwa Hubbard.